# Halcones FC
Halcones FC – gwatemalski klub piłkarski z siedzibą we wsi La Mesilla, w departamencie Huehuetenango. Funkcjonował w latach 2007–2016. Domowe mecze rozgrywał w oddalonym o 14 kilometrów mieście La Democracia, na obiekcie Estadio Comunal de La Mesilla.

## Historia
Klub został założony 16 czerwca 2007 pod nazwą Peñarol La Mesilla przez lokalnego działacza Rony′ego Pinto we wsi La Mesilla, położonej przy granicy z Meksykiem. Jego nazwa była inspirowana urugwajskim klubem CA Peñarol. Po zakupieniu licencji przystąpił do rozgrywek trzeciej ligi gwatemalskiej. Równocześnie w pobliskim mieście La Democracia rozpoczęto budowę klubowego stadionu, Estadio Comunal de La Mesilla. Już w 2008 roku Peñarol awansował do drugiej ligi, a w 2009 roku sensacyjnie wywalczył awans do najwyższej klasy rozgrywkowej. Został tym samym pierwszym w historii klubem w Liga Nacional mającym siedzibę we wsi (choć niektóre źródła przyznają pierwszeństwo zespołowi Deportivo Pensamiento).
W najwyższej klasie rozgrywkowej klub występował w latach 2009–2015. W lipcu 2012 zmienił nazwę na Halcones FC, wraz ze zmianą zarządu. Niedługo potem popadł w problemy finansowe, wobec czego w 2014 roku rozważano sprzedanie licencji i przeniesienie zespołu do innej miejscowości. W 2015 roku Halcones spadli do drugiej ligi po porażce w meczu barażowym z Mictlán (1:1, 2:4 po rzutach karnych). Na zapleczu najwyższej klasy rozgrywkowej klub grał w latach 2015–2016, po czym za sumę około 700 000 quetzali sprzedał swoją licencję zespołowi Deportivo Zacapa i przestał istnieć.

## Trenerzy
- Henry Barrientos (2008)[8]
- Paulo César Barros (2009)[9]
- Gabriel Castillo (2010–2011)[3]
- Pablo Centrone (2011)[10]
- Gabriel Castillo (2011)[11]
- Pablo Centrone (2012)[11]
- Paulo César Barros (2012–2013)[12]
- Adán Paniagua (2013)[13]
- Rónald Gómez (2013–2014)[13]
- Gabriel Castillo (2014)[14]
- Rónald Gómez (2014–2015)[6]